# Analyse
Analyse – singel irlandzkiej grupy rockowej The Cranberries, pochodzący z piątego albumu studyjnego grupy Wake Up and Smell the Coffee.

## Lista utworów
1. „Analyse (Radio Edit)” – 3:58
2. „Analyse (Oceanic Radio Edit)” – 3:55
3. „I Can’t Be With You (Live At Vicar Street)” – 3:21
4. „In The Ghetto (Live At Vicar Street)” – 2:49